# Sergi Pitarch Sánchez
|  | No s'ha de confondre amb Sergi Pitarch Garrido, cineasta valencià. |

Sergi Pitarch Sánchez (la Pobla de Vallbona, 1982) és un periodista valencià, president de la Unió de Periodistes Valencians entre 2013 i 2017.
Llicenciat en periodisme per la Universitat CEU Cardenal Herrera l'any 2006, s'inicia com a redactor al periòdic Las Provincias i poc després passa a Levante-EMV en l’edició de Castelló i les seccions de política i economia, on va arribar a ser responsable dels dos departaments. L'any 2009 participa en la creació del portal digital en valencià L’informatiu. El 2017 s'incorpora a l'edició valenciana del diari eldiario.es i el dirigeix des de gener de 2025 substituïnt a Adolf Beltran.
Entre 2020 i 2024, va formar part de l’equip de la diputada Inmaculada Rodríguez-Piñero (PSOE) al Parlament Europeu a les comissions de Comerç Internacional i Transports.